# Dialetti molisani

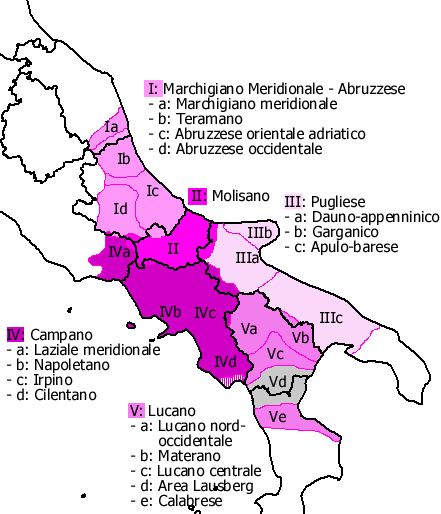
Il dialetto molisano (II) nel sistema dei meridionali intermedi

Per dialetti molisani si intende l'insieme delle varietà linguistiche romanze in uso nella regione italiana del Molise. Appartengono al raggruppamento dei dialetti italiani meridionali (gruppo meridionale intermedio).
I dialetti molisani sono parlati in un'area non molto estesa e che non presenta una vera e propria omogeneità linguistica, ma che risulta frammentata in una serie di varietà locali  per ragioni legate principalmente alla morfologia del territorio e all'assenza di facili vie di comunicazione fra i vari centri. In particolare, questa differenza risulta evidente se si prendono in considerazione quei molti centri abitati che, ancor prima dell'unità d'Italia, non appartenevano alla provincia del Contado di Molise ma alla provincia di Capitanata, a quella della Terra di Lavoro o a quella dell'Abruzzo Ulteriore. In questi settori, infatti, le varietà dialettali locali presentano numerose affinità con quelle delle regioni circostanti: ciò rende evidente come i confini amministrativi del 1963 non rispecchino i confini linguistici e culturali. In particolare, nella fascia costiera e collinare si può verificare come i dialetti, molto simili a quelli abruzzesi meridionali, abbiano allo stesso tempo una fonetica simile al dialetto foggiano. Questa zona di transizione dall'abruzzese al pugliese in realtà comincia più a nord, dopo il fiume Sangro, a partire cioè da Casalbordino e dunque nell'area dialettale vastese, e si spinge oltre il confine con la Puglia, superando il fiume Fortore e inglobando il Gargano settentrionale, fino ad arrestarsi all'altezza di San Severo: in tali territori, infatti, la parola testa viene chiamata coccë come in tutto l'Abruzzo e il Molise. In alcuni centri dell'entroterra, inoltre, si è avuto lo stanziamento  di minoranze linguistiche croate e arbëreshë, che in alcuni centri continuano ad essere parlate sia pure in maniera fortemente contaminata dai dialetti circostanti e dall'italiano.

## Alcune caratteristiche locali
Le varietà molisane, presentano, in generale, i tratti tipici delle parlate meridionali. A livello locale, invece, si verificano numerosi fenomeni, spesso concorrenti fra di loro:
- palatalizzazione della centrale "a" pretonica (Medonne per "Madonna" o pellone per "pallone", area di Ripalimosani);
- rotacismo della consonante laterale in posizione intervocalica (diàvure per "diavolo", re cuàne per "il cane", o ru cellùcce per "l'uccellino");
- rotacismo della consonante dentale sonora (songhe re Sernia per "sono d'Isernia")
- geminazione della consonante laterale in posizione intervocalica e successiva palatalizzazione (gliə canə per "il cane" nella zona di Isernia, i cuanə a Venafro;  cappiéʎʎe per "cappello");
- semplificazione dell'articolo ru in u (a est di Campobasso) ;
- assimilazione permansiva (propagginazione di /u/ e /i/ tonica sull'atona successiva): a Roccamandolfi "ru cape" (la testa) diventa "re cuape". Il fenomeno si è spesso lessicalizzato ("camenià" per "camminare") e morfologizzato ("lupe/liupe", dove /i/ indica il plurale).

Dal punto di vista lessicale, invece, è possibile individuare l'influenza di altre lingue romanze in termini caratteristici di alcune varietà locali. Ad esempio: petacce ('pezzo', cfr. sp.pedazo), ruella ('stradina', cfr. francese rue).

## Nella poesia dialettale

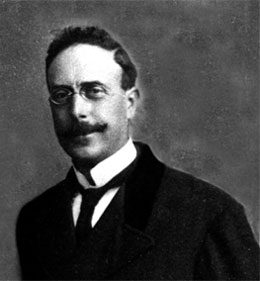
Giuseppe Altobello, noto con lo pseudonimo di Minghe Cunzulette

I massimi esponenti del dialetto molisano nella poesia sono:
- Giuseppe Altobello, scrisse una raccolta di Sonetti molisani in dialetto campobassano, usò spesso lo pseudonimo di Minghe Cunzulette
- Domenico Sassi
- Michele Cima
- Luigi Antonio Trofa
- Eugenio Cirese
- Giuseppe Jovine
- Nina Guerrizio